# Kirito (Sword Art Online)
Kazuto Kirigaya (桐ヶ谷 和人 Kirigaya Kazuto?), cuyo verdadero nombre es Kazuto Narusaka (鳴坂 和人 Narusaka Kazuto?), es el personaje protagonista de la serie de novelas ligeras Sword Art Online, escritas por Reki Kawahara. Se trata de un adolescente que fue uno de los probadores de la versión beta de Sword Art Online, videojuego de realidad virtual y de supervivencia en el que se hace llamar «Kirito» (キリト?). El día del lanzamiento mundial, el creador impide que los usuarios puedan cerrar sesión hasta que superen los cien niveles. Es entonces que Kirito se convierte en una de las personas en quedar atrapadas en el «juego de la muerte», dado que, si se muere en este, también sucederá en la realidad.
Las novelas, el manga y el anime coinciden en presentarlo como un hábil espadachín que juega en solitario porque cuenta con escasas habilidades para relacionarse en grupos, lo que cambia una vez que hace amigos y forma pareja con Asuna. Tras el final de las dos primeras novelas, tituladas Aincrad, comienza el arco Fairy Dance, en donde se revelan aspectos personales del personaje, como el hecho de que es huérfano y aficionado a la tecnología. En el transcurso de la serie, consigue trabajos relacionados con videojuegos, ya sea investigando extraños asesinatos en Gun Gale Online o probando un nuevo sistema de realidad virtual en Underworld, perteneciente a un proyecto llamado Alicization. Por varios sucesos, no puede salir de Underworld por un tiempo considerable, y a su vuelta al mundo real es testigo de la creación de la primera androide de la historia.   
Al ser el protagonista de la franquicia, se lo ha incluido en películas y videojuegos basados en la misma. Por otro lado, es uno de los personajes más populares de la industria y ha recibido en su mayoría críticas negativas de la prensa especializada, si bien su relación con Asuna obtuvo una buena recepción. Los medios han señalado que Kirito es un «Gary Stu», porque a lo largo de la trama prácticamente no presenta debilidades. Por otra parte, se han lanzado al mercado accesorios basados en el personaje, como prendas de vestir, gafas y collares. En la adaptación al anime, en su idioma original la voz de Kirito es interpretada por Yoshitsugu Matsuoka, mientras que en el doblaje los actores son Luis Leonardo Suárez y Darío Torrent para Hispanoamérica y España, respectivamente.

## Personaje

### Creación y concepción
Reki Kawahara mencionó en varias entrevistas que no se basó en personas que conozca para crear a los personajes de la serie y que tampoco agregó aspectos de sí mismo en ellos. No obstante, reconoció que a Kirito sí le dio un elemento de su personalidad: el que se le dificulte desenvolverse en grupos y se decante por jugar sin compañeros. En los primeros capítulos, se lo presenta como un protagonista «guapo, inteligente y habilidoso», elementos que se potencian cuando se adentra en el videojuego. Kawahara afirmó que lo hizo «demasiado perfecto», pero aclaró que posee puntos débiles que guarda en su interior. Según un periodista de Anime News Network, este protagonista aparentemente perfecto representa, lejos de «su personaje soñado», un desafío para su autor. En ese marco, en una ocasión Kawahara dijo que no le desagrada ninguno de sus personajes, aunque «hay uno al que no puedo entender, a Kirito. Nunca sé cómo piensa». El director del anime, Tomohiko Itō, lo describió como un joven ingenuo e introvertido que se siente más cómodo en el juego que en el mundo real.
El personaje alberga, desde temprana edad, un profundo interés por la tecnología, y eso lo llevó a abandonar la práctica de kendo, arte marcial al que dedicó dos años. Hacia fines del segundo arco, se inscribe en una escuela especial, donde puede capacitarse en alguna profesión antes de ingresar a una universidad, y muestra particular interés en el curso de ingeniería mecatrónica. Kirito posee destreza física, algo que lo hace un jugador aún más apto, y a pesar de su carácter antisocial, hace amigos fácilmente. Otra de sus características es que no suele hablar demasiado, pero cuando lo hace tiende a expresarse de forma reflexiva e inteligente.
En el anime, es interpretado en su versión en japonés por Yoshitsugu Matsuoka. En una entrevista para Anime News Network en 2013, cuando se le preguntó si tenía similitudes con el personaje, Matsuoka dijo: «Quizás sí las tengamos, ahora que pienso en eso, en nuestros trabajos. Solamente tenemos una oportunidad de [conseguir el éxito], por eso hay mucha gente que da todo de sí. Siempre creo que es mi deber actuar lo mejor que pueda, por respeto a aquellos que escuchan mi trabajo o que ven el programa. Siento que tengo que ganarme a la gente con mi interpretación». De acuerdo con Kawahara, cuando oyó la cinta de audio que Matsuoka envió en la audición, sonó diferente a la voz que había imaginado para Kirito y por eso «su trabajo cambió completamente la imagen del personaje». En cuanto al doblaje en español, Luis Leonardo Suárez se encarga de darle voz en la versión para Hispanoamérica y Darío Torrent hace lo propio para España.

### Apariencia
El aspecto de Kirito varía dependiendo del arco en que se encuentre, debido a que en cada videojuego modifica su avatar de alguna forma. El artista responsable de las ilustraciones de las novelas, que solo es conocido por el seudónimo «Abec», comentó que su intención es modificar la vestimenta en cada arco porque cada uno «es un nuevo juego, un nuevo mundo, y a ese mundo tengo que darle un nuevo lenguaje visual. Es por eso que la ropa y apariencia cambian».
Al principio de la historia, su apariencia se basa en «una versión idealizada de sí mismo» a la que únicamente dejó su estatura, por cuestiones técnicas. No obstante, una vez que inicia el «juego de la muerte», el creador transforma los avatares de los usuarios y a partir de ese momento todos lucen con su verdadero aspecto. En el caso de Kirito, se descubre que es un adolescente de cabello y ojos negros, rasgos faciales finos y atractivos, y contextura delgada. Acerca de su vestuario, utiliza un largo traje de color oscuro, que es reconocible por otros jugadores y por el que recibe el apodo de «Espadachín negro» (黒の剣士 Kuro no Kenshi?). Se ha sugerido que esto puede tratarse de un homenaje al manga Berserk, cuyo protagonista es conocido por el mismo sobrenombre. En ALfheim Online, como los personajes pertenecen a diferentes razas de hadas, el avatar de Kirito cambia, lo que es notorio especialmente en su cabello y orejas puntiagudas. Un aspecto que no sufre modificaciones es su tendencia a vestirse con prendas negras: el personaje elige convertirse en un spriggan únicamente por cuestiones estéticas, dado que estas hadas portan ropas de ese color.
Es más adelante cuando su figura cambia por completo, puesto que en Phantom Bullet su avatar luce como una mujer y lleva una placa en el pecho como defensa, botas de combate y una chaqueta, todo de color negro y detalles en blanco. Como en Alicization el personaje pasa a tener diecisiete años, su diseño varía ligeramente. «El paso del tiempo y el crecimiento del personaje se han introducido lenta y gradualmente en los diseños», dijo el diseñador de personajes del anime, Shingo Adachi. Mientras vive Underworld, se le asignan ropas típicas de un aldeano, aunque en su paso por la Academia de Maestría con la Espada viste el uniforme característico de esos estudiantes. Al tener la posibilidad de decidir el color, elige el negro.

### Habilidades
| He empuñado innumerables espadas, pero la mayoría de ellas en juegos VRMMO. [...] Por eso, cada vez que tomo una espada en uno de estos mundos siento cierta sensación. Es como si se me helara la palma de la mano derecha, y la sensación se extiende hasta la muñeca, el brazo, el hombro y la espalda. —Kirito, sobre lo que siente al empuñar sus espadas. |

Kirito demuestra varios atributos en las novelas, como el ser un espadachín sumamente veloz o su avanzado entendimiento sobre computadoras. Gracias a su rapidez, se convierte en el único jugador de Sword Art Online en tener permitido blandir dos espadas al mismo tiempo. La causa de que se lo haya premiado con el ítem «Doble empuñadura» (二刀流 Nitōryū?) es haber sido el jugador con el tiempo de reacción más rápido. De esa forma, puede activar una habilidad llamada «Starburst Stream» —en español, conocida como «Torrente de Estallidos Estelares»—, con la que combina dieciséis golpes consecutivos.
En la serie, se explica que pasaba muchas horas seguidas enfrentándose a monstruos de Aincrad en soledad, práctica altamente peligrosa que, sin embargo, fue fundamental para su incremento exponencial de nivel. Según se aclara en el segundo volumen, se obsesionó con el entrenamiento y la obtención de puntos de experiencia. A pesar de que la jugabilidad que se le presenta en ALfheim Online es diferente a lo acostumbrado, rápidamente consigue volar de manera adecuada y, si bien es un principiante, vence en un combate al adversario más poderoso del juego. La reputación de Kirito llega a un punto tal que sus pares de Sword Art Online y ALfheim Online lo consideran el mejor jugador, ya que nunca perdió un duelo en condiciones normales. Más tarde, en Underworld, desarrolla un estilo de lucha llamado «estilo Aincrad», que se basa en las técnicas que aprendió y perfeccionó en el mencionado castillo flotante.
En cuanto a su equipamiento, el arma que más tiempo porta durante el «juego de la muerte» es una larga espada de una mano, Elucidator, con la que se hace tras vencer a un jefe del piso 50. También, empuña Dark Repulser, creada específicamente para él. Al perder todos los ítems que poseía en el mencionado videojuego, en el siguiente arco utiliza equipamiento de calidad inferior. En esa misma simulación, tras completar una misión compleja se hace con la espada sagrada Excálibur, un objeto divino que es el más poderoso de ALfheim Online. Si bien en Gun Gale Online, el siguiente videojuego del que es parte, se utilizan en su mayoría armas de fuego, el personaje porta el sable de luz Kagemitsu G4, porque es lo que más se asemeja a una espada. Además, carga una pistola semiautomática FN Five-seveN, que emplea con poca frecuencia. En Underworld, un artesano le crea la Espada del Cielo Nocturno (夜空の剣 Yozora no ken?), de color negro y de misma longitud que Elucidator.

## Historia

### En las novelas
La historia inicia en 2022 y presenta a Kirito como uno de los probadores de la versión en desarrollo de Sword Art Online, un videojuego de realidad virtual ambientado en el castillo flotante Aincrad, donde el usuario se enfrenta a diferentes monstruos. Durante el lanzamiento oficial, el creador, Akihiko Kayaba, anuncia a todos los jugadores que no podrán desconectarse hasta que alguno supere los cien pisos y que, si mueren en ese escenario, también lo harán en la vida real. Kirito afronta la situación rápidamente y evita unirse a grupos para centrarse en sí mismo. Luego de un tiempo, la comunidad desarrolla malas opiniones sobre los beta tester, porque estos llevan ventaja, y a Kirito en particular comienzan a llamarlo «beater» (ビーター Bītā?). Durante su estadía, tiene diversas aventuras y supera diferentes eventos en los que ayuda a otros jugadores. Con el tiempo, obtiene gran popularidad por vencer en solitario a un jefe e inicia una relación con una usuaria llamada Asuna. En un momento, descubre que Kayaba estuvo dos años haciéndose pasar por un jugador común, con el fin de observar su «juego de la muerte» en persona, y consigue liberarse del mismo tras deshacerse del antagonista mediante un duelo.
Más adelante, se revela que su verdadera identidad es Kazuto Kirigaya, un adolescente que vive con sus tíos maternos y su prima, Suguha, dado que sus padres fallecieron cuando tenía un año. El joven se crio creyendo que eran sus padres y su hermana, respectivamente. Durante unos meses, visita a Asuna en el hospital, porque ella aún no ha despertado de Sword Art Online. En realidad, Asuna se encuentra en ALfheim Online —otro videojuego de realidad virtual— y es prisionera de Nobuyuki Sugō, el principal antagonista de este arco. Kazuto se entera de esto por medio de un amigo y se conecta con el fin de rescatarla. Para ello, cuenta con la ayuda de una jugadora que conoce allí y que resulta ser Suguha. Este arco tiene una subtrama y es que ella se enamora de él durante su tiempo juntos, tanto en el juego como en el mundo real. Después de discutir, ambos se reconcilian y este tema no se vuelve a mencionar en la obra. Kirito es capaz de salvar a Asuna y derrotar a su enemigo, tras recibir ayuda de Kayaba.
En el siguiente arco se explora el estado psicológico del personaje tras su traumática experiencia en Sword Art Online, a la vez que se narra su participación en Gun Gale Online. Kazuto entra en ese videojuego a pedido del Gobierno, con la finalidad de investigar una serie de extraños asesinatos ocurridos en ese escenario y perpetrados por un usuario llamado Death Gun, cuyas víctimas del mundo virtual también mueren en la realidad. Kirito forma una asociación con la jugadora Sinon, descubre la forma mediante la que Death Gun asesina y lo detiene en el mundo real. Su papel en la novela que sigue, ambientada a comienzos de 2026, es de personaje secundario. Asuna asume el protagonismo y se compromete a mejorar la calidad de vida de Yuuki, una jugadora de Alfheim Online que se encuentra internada en un hospital, al ser paciente terminal de sida. Kazuto coopera cuando diseña un pequeño dispositivo que permite que Yuuki pueda estar presente en la escuela, uno de sus deseos pendientes.
Después de eso, acepta un trabajo probando la máquina de interfaz cerebro-computadora Soul Translator —que en español se traduce como «Traductor de Almas»—, en el proyecto Alicization, llevado a cabo secretamente por la empresa RATH. El artefacto conecta el alma del usuario y no el cerebro, un método pionero, y el tiempo de inmersión es mucho más veloz que el de la realidad. Además de intervenir en ese experimento, el joven cursa segundo año de preparatoria y planea anotarse en alguna universidad. Una noche, mientras acompaña a Asuna hasta su casa, un sobreviviente de Sword Art Online que cooperó en los asesinatos de Death Gun lo ataca con una jeringa envenenada. Kazuto queda en coma con posible lesión cerebral, por lo que RATH lo traslada a un centro médico secreto para reparar el daño utilizando el Soul Translator.
| No hubo dolor o impacto. No sentí nada. A pesar de ello, sabía que me habían dañado y que no podía recuperarme. Una luz me atravesó directamente el alma... Eso que es mi existencia, esa cosa tan preciada, se rompió en pedazos y desapareció. —Kirito explica lo que sintió durante el corte de energía. |

Es así como Kirito se ve obligado a convivir con las inteligencias artificiales de Underworld. Se comunica con el mundo real solo una vez, cuando accede a una consola del sistema, pero un corte de energía en la instalación lo induce a estado catatónico. De este modo, el personaje se ausenta durante buena parte de la historia y es cuidado por Alice, mientras en Underworld se desencadena una guerra entre las inteligencias artificiales y un ejército comandado por Gabriel Miller, un miembro de la Agencia de Seguridad Nacional. El objetivo de los estadounidenses de capturar a Alice, por ser la primera inteligencia artificial en rebelarse contra el sistema, se frustra cuando Kirito despierta, gracias a que sus amigos entran en Underworld y usan sus recuerdos sobre él para recomponer su mente. Con un incremento de poder, el protagonista elimina a Gabriel Miller mediante una combinación de diecisiete espadazos. Una vez que vuelve a la realidad, es testigo de la conversión de Alice a androide, la primera en la historia.
El quinto arco tiene lugar a partir del 27 de septiembre de 2026. Kazuto dice algunos detalles personales que no habían sido mencionados, como el nombre de sus padres, Yukito y Aoi, o su verdadero apellido, Narusaka. La historia comienza con este ingresando al Nuevo Aincrad, una versión del castillo homónimo que está disponible en ALfheim Online gracias a un programa informático llamado «la Semilla». Luego de que un terremoto destrozara el sitio, Kirito se percata de que su personaje acaba de perder todas sus estadísticas y de que, por algún motivo, ALfheim Online ha pasado a formar parte de Unital Ring, donde se fusionan los mundos de todos los videojuegos de realidad virtual.

### En otros medios
Además de sus apariciones en las novelas ligeras, el personaje ha sido incluido en medios relacionados con la franquicia. Como se anunció en el Dengeki Bunko Autumn Festival de 2011, la serie se adaptó a videojuegos, de los cuales el primero en lanzarse al mercado fue Sword Art Online: Infinity Moment, desarrollado por Bandai Namco Games, en marzo de 2013. Este comienza en medio de la batalla decisiva entre Kirito y Heathcliff, pero la historia se modifica: el joven gana pero sigue sin poder desconectarse, y a partir de ese momento los jugadores no pueden volver a pisos inferiores. Sword Art Online: Hollow Realization se lanzó en 2016 y narra las aventuras de Kirito en Sword Art Origin, una restauración de Aincrad.
Sword Art Online: End World (2013), videojuego para teléfonos inteligentes japoneses, presenta personajes originales, pero Kirito hace apariciones mientras el jugador explora Aincrad. En Sword Art Online: Code Register, que se lanzó en noviembre de 2014 para dispositivos iOS y Android solo en Japón, el personaje sale con su apariencia normal y con su avatar del primer episodio del anime. Ese mismo año, la editorial Dengeki Bunko celebró su vigésimo aniversario con el videojuego de arcade y de lucha Dengeki Bunko: Fighting Climax, cuyos personajes disponibles pertenecen a las novelas ligeras de ASCII Media Works, entre ellos Kirito. Asimismo, en marzo de 2017 se lanzó Accel World vs. Sword Art Online: Millennium Twilight, basado en la serie y en la otra obra de Kawahara, Accel World. En este, ambos mundos comienzan a fusionarse por una razón desconocida y Kirito tiene que salvar a Yui del antagonista. En octubre de 2021, el videojuego Tales of Arise lanzó contenido descargable relacionado con Sword Art Online: Alicization Lycoris (2020), como la inclusión de Kirito y Asuna actuando de jefes. Un año más tarde, apareció en el juego para celulares Sword Art Online Variant Showdown, que se desarrolló para el décimo aniversario de la franquicia y donde Kirito ingresa a Cross Edge, un mundo virtual en el que se enfrenta a unos enemigos que le recuerdan a un grupo de asesinos de Sword Art Online.
Por otra parte, en julio de 2014 fue parte del manga de Yen Press Sword Art Online: Girls' Ops, spin-off de la obra donde el personaje y sus amigos emprenden una búsqueda de unos anillos especiales en ALfheim Online. Durante esta misión, se topan con un hada que idolatra a Kirito y que blande dos espadas en su honor. Ese mismo año, se lo incluyó a modo de cameo en el octavo episodio del anime Eromanga Sensei. En 2017 se estrenó la película Sword Art Online: Ordinal Scale, que tiene lugar entre el tercer y el cuarto arco y en la que el personaje se adentra en un juego homónimo de realidad aumentada ambientado en el mundo real. El director Tomohiko Itō dijo que el hecho de que tenga lugar en la realidad «es un punto importante. Hasta ahora solo hemos visto a Kirito el Espadachín negro en VRMMORPGs, pero aquí veremos a Kazuto Kirigaya luchando en el mundo real». Sword Art Online Progressive: Scherzo of Deep Night se estrenó en 2022 y su argumento se centra en una aventura de Kirito y Asuna en el cuarto piso de Aincrad.

## Recepción

### Críticas

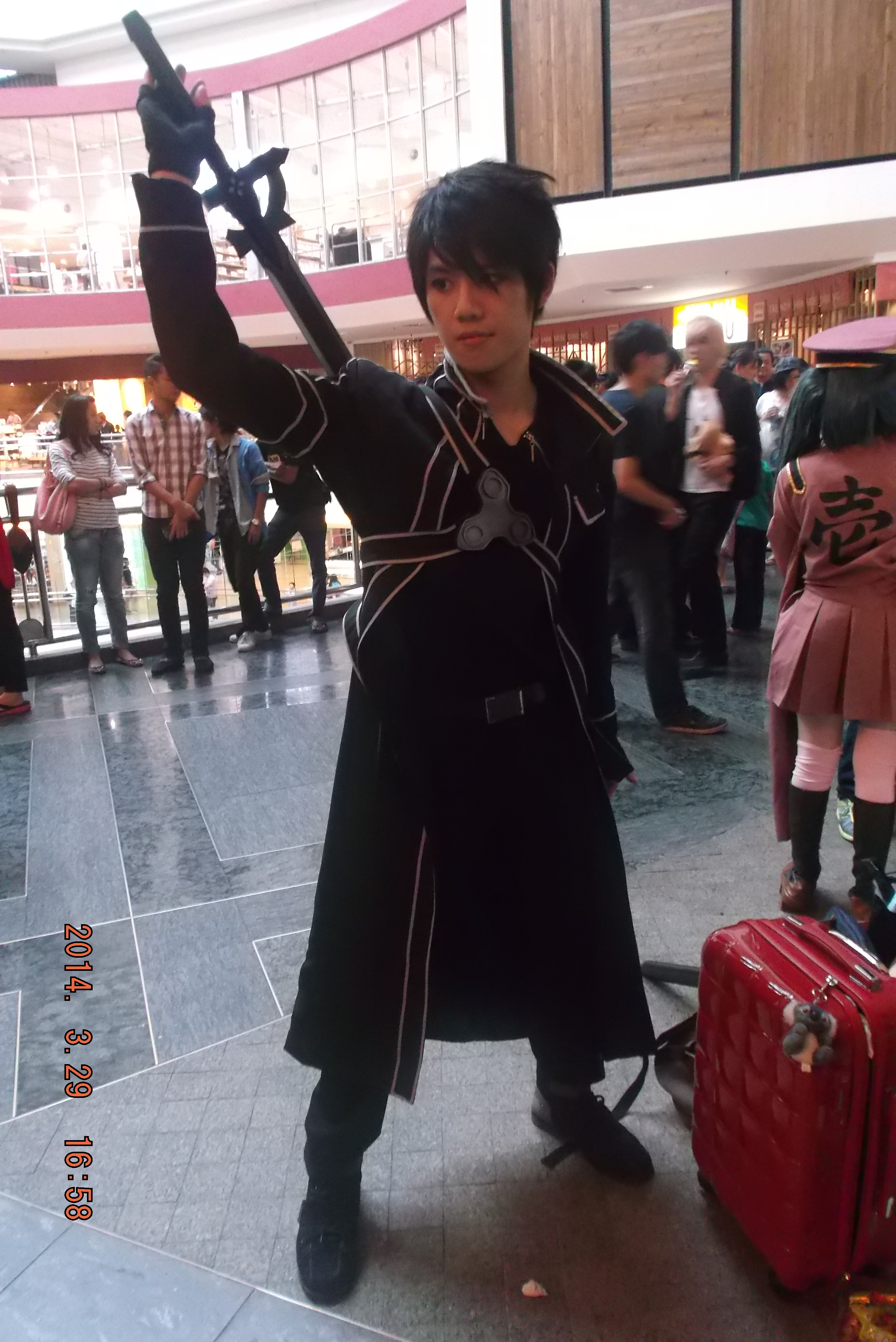
Cosplayer de Kirito en el evento Animax Carnival Malaysia 2014

Tanto las novelas ligeras como la adaptación animada de Sword Art Online han sido objeto de críticas negativas de la prensa y el público por igual, fundamentalmente debido a problemas estructurales presentes en las mismas. Indistintamente, varios medios de comunicación han descrito a Kirito como un personaje genérico que solo resalta por sus habilidades sumamente poderosas y que, además, posee «una comprensión casi perfecta de cualquier tema». Esto ha provocado que el público ocasionalmente se refiera a él como «nuestro Señor y Salvador Kirito», con fines humorísticos.
La tercera novela, que sirve como apertura del segundo arco, está narrada en buena medida desde la perspectiva de Suguha Kirigaya, hermana adoptiva de Kazuto. Según Anime News Network, este recurso está empleado correctamente, porque «ella es algo más interesante que él. Pero hay un problema, y es que, visto desde un punto de vista diferente, todas las deficiencias de Kirito como personaje se hacen evidentes». A modo de ejemplo, la periodista Rebecca Silverman mencionó que, al cambiar de escenario, «Kirito pasa de ser un buen chico, siempre dispuesto a echar una mano, a un fanfarrón con superpoderes, capaz de hacer mucho más de lo que debería. Si tú nunca has entendido por qué se lo trata de Gary Stu, ahora lo harás, porque aquí pasa de ser un tipo más o menos agradable atrapado en un juego mortal a alguien tan fuerte que le quita la diversión a los otros jugadores». En cuanto a los acontecimientos ocurridos a partir del arco Alicization, Kim Morrissy dijo que cree que el personaje es «mejor protagonista de lo que algunos espectadores están dispuestos a admitir. Tuvo su fase edgeboy a los catorce años, pero ha crecido y se ha convertido en un tipo tranquilo y relajado». Además, afirmó que en ese arco hay mejores personajes secundarios y que estos hacen más interesante al protagonista.
Desde el comienzo, el personaje está en una relación romántica con Asuna, una jugadora extremadamente fuerte que funciona como la heroína de la obra. Esta sirve, además, como catalizador de muchos de los objetivos de él. Maya Phillips, en su reseña sobre la primera temporada del anime, escribió en Vulture: «La relación entre Kirito y Asuna, que pasa de ser un noviazgo entre dos adolescentes tratando de sobrevivir a un romance entre dos personas maduras que tuvieron que crecer rápidamente en medio de una situación traumática, está tan bien hecha que hará que [los lectores] los apoyen más que a Romeo y como se llame».
Con respecto a su relación con otros personajes, varios medios de prensa han afirmado que Kirito posee un harén, dado que gran parte de las jóvenes con las que interactúa terminan desarrollando sentimientos hacia él. Incluso Suguha, que se crio con Kazuto creyendo que eran hermanos, se enamora de él en un momento de la historia. Esta relación en particular obtuvo malas críticas por haberse desarrollado de forma deficiente y porque este tema no se vuelve a tratar tras el final de Fairy Dance. Cabe mencionar que, en la industria del anime y manga, existe un género llamado harem y en esas publicaciones es común que el protagonista masculino esté rodeado de mujeres interesadas en él. Sin embargo, las críticas hacia Kirito provienen de que Sword Art Online no es una obra de esa temática. Karen Mead escribió en Japanator: 

Esta crítica está ligada a la creencia popular de que "por supuesto, todas las chicas están enamoradas de [Kirito]", lo que no es... del todo cierto. En el anime, todas las chicas se enamoran del protagonista masculino porque así está escrito; él no hace nada para ganárselo. Pero Kirito es un jugador muy bueno y usa sus habilidades para ayudar a personas más débiles que él, tanto hombres como mujeres. Es decir, las chicas tienen razones para gustar de él.

### Popularidad
Tanto la franquicia de Sword Art Online como el protagonista gozan de una enorme popularidad dentro de la industria del anime y manga. En múltiples oportunidades, se incluyó a Kirito en la lista de mejores personajes masculinos de la guía Kono Light Novel ga Sugoi!, donde votan lectores en Internet. En ese listado, quedó tercero en 2011 y 2014 y ganó en 2012 y 2013. A mediados de 2014, se lo ubicó en la primera posición en la lista de los mejores personajes masculinos realizada por Newtype, en la que votaron los lectores de esa revista. Ese mismo año, Kirito y Asuna ganaron una encuesta de popularidad que llevó a cabo la página web Charapedia y en la que diez mil personas eligieron a su pareja favorita. También, ambos figuraron entre las parejas que «hacen el amor y la guerra» —es decir, aquellos que confían el uno al otro en situaciones de vida o muerte— de Anime News Network, donde salieron quintos. En 2015, el sitio web chino Bilibili le pidió a sus lectores que votaran a los personajes que consideraran moe —que en el argot japonés se entiende como tierno o lindo—, y Kirito obtuvo el sexto lugar entre los hombres. Al año siguiente, Dengeki Bunko lanzó una encuesta de popularidad sobre los mejores diseños de personajes de Abec, para que los cinco primeros aparecieran en la portada de un artbook del mencionado artista. Kirito, con su diseño del Espadachín negro del arco Aincrad, quedó cuarto. Al mismo tiempo, cuando diez mil japoneses votaron sobre qué nombre de personaje de anime le pondrían a sus hijos, Kazuto quedó cuarto de veinte, con 250 votos. En 2022 Goo Ranking, sitio web que tiene gran alcance en Japón, llevó a cabo una encuesta para determinar cuáles son los cincuenta personajes más populares en la historia de la industria, y se ubicó a Kirito en la trigésimo cuarta posición, por delante de figuras como Eren Yeager o Naruto Uzumaki. A fecha de 2023, ocupa el vigésimo octavo puesto entre los cuarenta personajes más populares para los usuarios de MyAnimeList.
En 2014, a pedido de la audiencia, el herrero inglés Tony Swatton forjó con acero una réplica de la espada Elucidator, en la serie web Man At Arms. Ese mismo año, Kirito fue uno de los personajes elegidos por la Japan's Content Overseas Distribution Association y por Tokyo Otaku Mode para promocionar el proyecto «Manga Anime Guardians», con el objetivo de disminuir la piratería de anime y manga. En 2015, se informó que el restaurante italiano La Ricetta, ubicado en Zama (Kanagawa), hacía sus panqueques con forma de personajes de anime, entre ellos Kirito. Al mismo tiempo, apareció en una publicidad de los snacks umaibō, donde se parodia la batalla final del arco Fairy Dance. Dos años más tarde, el Centro Nacional de Preparación para Incidentes y Estrategia de Ciberseguridad lo nombró Cybersecurity Officer —funcionario de ciberseguridad, en español— como parte de la campaña para el Mes de la Concientización en Ciberseguridad, entre febrero y marzo. Se incluyó al personaje en carteles y pancartas que sirvieron para promocionar el evento. También, diversas celebridades se han disfrazado de Kirito en algunas oportunidades. Yūsuke Inoue, del dúo cómico Non Style, se vistió como el personaje en un comercial de Monster Strike, con motivo de una colaboración entre este videojuego y el anime de Sword Art Online: Alicization. Kenny Omega hizo lo mismo en 2019, en su entrada a un combate contra Chris Jericho.

### Mercadotecnia
En virtud de su popularidad, se ha incluido al personaje en productos como juguetes, ropa y otras mercancías. Empresas como Banpresto han creado figuras de acción basadas en él caracterizado de Espadachín negro, Caballero de la Integridad e incluso con los colores característicos de su coprotagonista. Asimismo, se han lanzado a la venta modelos a escala de la espada Elucidator, fabricados por Cerevo y distribuidos por Good Smile Company, y modelos tridimensionales de la Espada de Cielo Nocturno, realizados por Tamashii Nations, a los que se les añadieron efectos de sonido con la voz del personaje. También, para promocionar Sword Art Online: Ordinal Scale en 2017, se hicieron artesanías tradicionales japonesas basadas en la película, entre ellas, muñecas kokeshi de Kirito y biombos y abanicos con su figura. Por otra parte, el 7 de octubre de 2015, fecha de nacimiento de Kazuto, Cospa sacó al mercado platos de cumpleaños hechos con cerámica y adornados con múltiples imágenes del personaje. En 2019, se lo incluyó en los decorados de los cafés de Tower Records inspirados en la serie.
El 20 de junio de 2017, en conjunto con el anime, Tokyo Otaku Mode sacó a la venta gorros y bufandas basadas en Kirito y Asuna. Como parte de ese proyecto, también se lanzaron lentes para computadora; el modelo de Kirito está hecho con base en el aspecto de sus espadas, Elucidator y Dark Repulser, y zapatillas, cuya versión del personaje está basada en el traje del Espadachín negro. Ese mismo año, debido al estreno de Sword Art Online: Ordinal Scale, la marca SuperGroupies puso en venta una línea de chaquetas, calzado y relojes inspirada en Kirito, en su mayoría de color negro y gris. En 2019, Seiko sacó al mercado una colección de relojes diseñados en base al personaje y su espada. Al año siguiente, Aniplex organizó dos semanas plagadas de eventos relacionados con el personaje y, por ejemplo, se inauguraron en Tokio y Osaka tiendas con productos con su imagen, como llaveros y pósteres. Asimismo, Kirito y Eugeo inspiraron una línea de collares de la marca U-TREASURE.